# IDH3A
IDH3A (англ. Isocitrate dehydrogenase 3 (NAD(+)) alpha) – білок, який кодується однойменним геном, розташованим у людей на короткому плечі 15-ї хромосоми.  Довжина поліпептидного ланцюга білка становить 366 амінокислот, а молекулярна маса — 39 592.
| 10         |  | 20         |  | 30         |  | 40         |  | 50         |
| ---------- |  | ---------- |  | ---------- |  | ---------- |  | ---------- |
| MAGPAWISKV |  | SRLLGAFHNP |  | KQVTRGFTGG |  | VQTVTLIPGD |  | GIGPEISAAV |
| MKIFDAAKAP |  | IQWEERNVTA |  | IQGPGGKWMI |  | PSEAKESMDK |  | NKMGLKGPLK |
| TPIAAGHPSM |  | NLLLRKTFDL |  | YANVRPCVSI |  | EGYKTPYTDV |  | NIVTIRENTE |
| GEYSGIEHVI |  | VDGVVQSIKL |  | ITEGASKRIA |  | EFAFEYARNN |  | HRSNVTAVHK |
| ANIMRMSDGL |  | FLQKCREVAE |  | SCKDIKFNEM |  | YLDTVCLNMV |  | QDPSQFDVLV |
| MPNLYGDILS |  | DLCAGLIGGL |  | GVTPSGNIGA |  | NGVAIFESVH |  | GTAPDIAGKD |
| MANPTALLLS |  | AVMMLRHMGL |  | FDHAARIEAA |  | CFATIKDGKS |  | LTKDLGGNAK |
| CSDFTEEICR |  | RVKDLD     |  |            |  |            |  |            |

A: Аланін

C: Цистеїн

D: Аспарагінова кислота

E: Глутамінова кислота

F: Фенілаланін

G: Гліцин

H: Гістидин

I: Ізолейцин

K: Лізин

L: Лейцин

M: Метіонін

N: Аспарагін

P: Пролін

Q: Глутамін

R: Аргінін

S: Серин

T: Треонін

V: Валін

W: Триптофан

Кодований геном білок за функцією належить до оксидоредуктаз. 
Задіяний у такому біологічному процесі як цикл трикарбонових кислот. 
Білок має сайт для зв'язування з НАД, іонами металів, іоном магнію, іоном марганцю. 
Локалізований у мітохондрії.